# 解散议会
解散議會，為施行憲政的國家中，維持行政權與立法權相互制衡而發展出來給予行政權的機制。內閣制或雙首長制之下，行政權基於信任受國會（議會）的立法權監督和兩相制衡；但當立法權過大或行政權不受立法權信任，致使行政權窒礙難行，無法順利運作或是遭受議會抵制時，政府首腦（首相、閣揆等）可依法向國家元首（君主、總統等，內閣制為虛位）提出解散國會重新選舉以訴諸民意。
理論上，在一些解散議會程序受憲法或其他法律嚴格限制的國家，在任期途中解散議會是解決政治問題的非常機制。但在西敏制國家當中，內閣通常可以選擇對執政黨有利的時機建議國家元首解散議會重選，議會通常於任期未完結前就會被趁機解散，造成解散國會比較常見的現象。

## 類型

### 主動解散
在內閣制中，當行政機關不受立法機關信任或趁情勢對行政機關有利時，可由行政首長主動判斷、提請國家元首解散立法機關提前選舉。雙首長制如法國之制，則總統經諮詢後可主動解散國民議會改選。此種解散目的在於直接訴諸民意，讓選民決定政府的新樣貌，執政黨同時也可利用解散後的重新改選，檢視自身獲得民眾支持的程度。

### 被動解散
當行政機關不受立法機關信任時，可由行政首長提請國家元首解散立法機關改選，因有不信任為前提，故乃被動行使。雙首長制如中華民國立法院對行政院院長之不信任案；而俄羅斯之制，由總統決定是否接受国家杜马對總理之不信任案，若拒絕後三個月內再通過不信任案，則解散国家杜马改選。

### 自動解散
議員資格依法定任期屆滿而消滅，例如中華民國立法委員、日本國會議員等。亦有隨立法機關屆期者，像是德国联邦议院至新國會開議為止，或者如英國下議院現行之制於選前25個工作日自動解散，惟實務上英國首相仍依慣例提請英王配合解散之。

## 比較

### 香港
根據香港特別行政區基本法，行政長官如拒絕簽署香港立法會再次通過的法案、或立法會拒絕通過政府提出的財政預算案或其他重要法案，經協商仍不能取得一致意見，行政長官可解散立法會。惟行政長官在解散立法會前，須徵詢香港行政會議的意見。行政長官在一任內只能解散立法會一次。自香港回歸以來，行政長官從未曾行使解散立法會的權力。

### 中华民国
當立法院通過對行政院院長的不信任案後，行政院院長可依法向總統提出解散國會之請求，總統可經諮詢立法院院長後再決定是否行使解散國會權。

### 俄罗斯
當国家杜马（俄國下議院）三個月內對总理再度通過不信任案，或總統三度提名總理未獲国家杜马同意時，總統若不接受得解散国家杜马改選。

### 日本
日本內閣總理大臣擁有要求解散國會眾議院的權力（程序上是呈請天皇下詔），進行眾議院提前改選，並於新國會產生後再重新票選新的內閣總理大臣。眾議院成立以來，歷屆議員經常因提前解散眾議院而改選，很少完成整個任期。

### 法国
半總統制下的法國憲法給予總統有相當大的權力，總統於諮詢總理及國會兩院議長後，得宣告解散國民議會，進行國會改選。國民議會的任期為五年，自第五共和成立以來，在1962年、1968年、1981年、1988年、1997年、2024年曾經提前解散國民議會。

### 英国
身為西敏制國家，以前首相擁有隨時向英國君主提出解散下議院的權力。但自從2011年《定期國會法》把國會屆期固定為五年後，首相便失去自行決定解散下議院的權力。只有得到下議院三分之二絕大多數票支持下才可解散國會。此法案已于2022年3月24日被英国下议院废除，恢复旧制。

### 德国
總理在信任案遭國會否決時，有權向總統提出解散聯邦議院的請求。或提請總統宣布立法緊急狀態，暫時將立法權移交參議院。但當聯邦議會通過建設性不信任案選出新總理時，不得要求解散國會。

### 美国
美国宪法不允许美国总统解散国会。1787年制宪会议的代表认为，为防止独裁，应限制总统权力。亚历山大·汉密尔顿在《联邦人文集69号》中强调，不同于英国国王，美国总统不应拥有任意解散国会的权力。
另一方面，美国宪法第二条第三款第三节规定：如果两院对休会时间不能达成一致，总统有要求国会休会的特别权力。但在美国200多年的历史中，总统从未动用过此权力。2020年，唐纳德·特朗普威胁使用该权力使两院休会，对联邦储备委员会和国家情报总监等职位进行休会任命，并声称国会的党派政治严重阻碍工作。特朗普声称总统有权使国会休会的主张遭到了共和党和民主党议员的普遍批评。宪法专家和一些政治家论证，国会两院此时仍存在一致的休会时间，特朗普无权行使此权力。虽然特朗普请求参议院修改休会时间，但多数党领袖议员米奇·麦康奈尔（共和党）表示，他不会更改原定的2021年1月3日休会日期。根据美国参议院议事规则，任何变更休会时间的动议必须经少数党领袖查克·舒默（民主党）和民主党各议员的同意。